# Basketball-Bundesliga 1995-1996
La Basketball-Bundesliga 1995-1996 è stata la 30ª edizione del massimo campionato tedesco di pallacanestro maschile. La vittoria finale è stata ad appannaggio del TSV Bayer 04 Leverkusen.

## Risultati

### Stagione regolare
|     | Squadra                       | G  | V  | P  | PF   | PS   | Pt. | Qualificazione                  |
| --- | ----------------------------- | -- | -- | -- | ---- | ---- | --- | ------------------------------- |
| 1.  | TSV Bayer 04 Leverkusen       | 26 | 24 | 2  | 2294 | 1978 | 48  | playoffs                        |
| 2.  | Alba Berlino                  | 26 | 19 | 7  | 2391 | 2095 | 38  | playoffs                        |
| 3.  | Steiner Bayreuth              | 26 | 19 | 7  | 2166 | 2043 | 38  | playoffs                        |
| 4.  | TTL universa Bamberg          | 26 | 19 | 7  | 2293 | 2036 | 38  | playoffs                        |
| 5.  | SSV 1846 Ulma                 | 26 | 18 | 8  | 2309 | 2222 | 36  | playoffs                        |
| 6.  | Brandt Hagen                  | 26 | 17 | 9  | 2168 | 1968 | 34  | playoffs                        |
| 7.  | MTV 1846 Gießen               | 26 | 14 | 12 | 2066 | 2089 | 28  | playoffs                        |
| 8.  | Oberelchingen                 | 26 | 11 | 15 | 2049 | 2086 | 22  | playoffs                        |
| 9.  | TV Germania Trier             | 26 | 11 | 15 | 2053 | 2166 | 22  | gironi retrocessione/promozione |
| 10. | Basketball im TuS Herten 1925 | 26 | 8  | 18 | 2099 | 2327 | 16  | gironi retrocessione/promozione |
| 11. | Rhöndorfer TV 1912            | 26 | 8  | 18 | 2044 | 2233 | 16  | gironi retrocessione/promozione |
| 12. | BG Ludwigsburg                | 26 | 6  | 20 | 1953 | 2176 | 12  | gironi retrocessione/promozione |
| 13. | SG FT/MTV Braunschweig        | 26 | 4  | 22 | 1935 | 2173 | 8   | gironi retrocessione/promozione |
| 14. | Renesas Landshut              | 26 | 4  | 22 | 2060 | 2288 | 8   | gironi retrocessione/promozione |

### Girone retrocessione/promozione

#### Gruppe 1
|    | Squadra                | G  | V | P | PF  | PS  | Pt. | Qualificazione                         |
| -- | ---------------------- | -- | - | - | --- | --- | --- | -------------------------------------- |
| 1. | Telekom Baskets Bonn   | 10 |   |   | 869 | 727 | 18  | ammesse alla stagione 1996-97          |
| 2. | SG FT/MTV Braunschweig | 10 |   |   | 846 | 771 | 12  | ammesse alla stagione 1996-97          |
| 3. | Renesas Landshut       | 10 |   |   | 806 | 785 | 12  | retrocessa in 2. Basketball-Bundesliga |
| 4. | TuS Lichterfelde       | 10 |   |   | 795 | 809 | 12  |                                        |
| 5. | TSV Speyer             | 10 |   |   | 784 | 862 | 4   |                                        |
| 6. | TV Lich                | 10 |   |   | 699 | 845 | 2   |                                        |

#### Gruppe 2
|    | Squadra            | G  | V | P | PF  | PS  | Pt. | Qualificazione                |
| -- | ------------------ | -- | - | - | --- | --- | --- | ----------------------------- |
| 1. | Rhöndorfer TV 1912 | 10 |   |   | 898 | 739 | 16  | ammesse alla stagione 1996-97 |
| 2. | BG Ludwigsburg     | 10 |   |   | 873 | 789 | 12  | ammesse alla stagione 1996-97 |
| 3. | DJK Würzburg       | 10 |   |   | 923 | 887 | 10  |                               |
| 4. | Oldenburger TB     | 10 |   |   | 835 | 873 | 10  |                               |
| 5. | USC Heidelberg     | 10 |   |   | 793 | 913 | 8   |                               |
| 6. | Forbo Paderborn 91 | 10 |   |   | 827 | 948 | 4   |                               |

#### Gruppe 3
|    | Squadra                       | G  | V | P | PF  | PS  | Pt. | Qualificazione                |
| -- | ----------------------------- | -- | - | - | --- | --- | --- | ----------------------------- |
| 1. | TV Germania Trier             | 10 |   |   | 861 | 737 | 16  | ammesse alla stagione 1996-97 |
| 2. | Basketball im TuS Herten 1925 | 10 |   |   | 881 | 804 | 16  | ammesse alla stagione 1996-97 |
| 3. | BG 74 Gottinga                | 10 |   |   | 844 | 825 | 12  |                               |
| 4. | USC Friburgo                  | 10 |   |   | 831 | 879 | 8   |                               |
| 5. | BCJ Amburgo                   | 10 |   |   | 803 | 851 | 6   |                               |
| 6. | TSV Breitengüßbach            | 10 |   |   | 739 | 863 | 2   |                               |

## Playoff
|  | Quarti di finale | Quarti di finale | Quarti di finale |              |          | Semifinali       | Semifinali | Semifinali |  |  | Finali | Finali           | Finali |
|  |                  |                  |                  |              |          |                  |            |            |  |  |        |                  |        |
|  | 1.               | Bayer Leverkusen | 4                |              |          |                  |            |            |  |  |        |                  |        |
|  | 8.               | Oberelchingen    | 0                |              |          |                  |            |            |  |  |        |                  |        |
|  | 8.               | Oberelchingen    | 0                |              | 1.       | Bayer Leverkusen | 3          |            |  |  |        |                  |        |
|  |                  |                  |                  |              | 1.       | Bayer Leverkusen | 3          |            |  |  |        |                  |        |
|  |                  | 4.               | Bamberga         | 1            |          |                  |            |            |  |  |        |                  |        |
|  | 4.               | 4.               | Bamberga         | 1            | Bamberga | 4                |            |            |  |  |        |                  |        |
|  | 4.               |                  |                  |              | Bamberga | 4                |            |            |  |  |        |                  |        |
|  | 5.               | SSV 1846 Ulma    | 0                |              |          |                  |            |            |  |  |        |                  |        |
|  |                  |                  |                  |              |          |                  |            |            |  |  | 1.     | Bayer Leverkusen | 3      |
|  |                  |                  | 2.               | Alba Berlino | 1        |                  |            |            |  |  |        |                  |        |
|  | 2.               | Alba Berlino     | 4                |              |          |                  |            |            |  |  |        |                  |        |
|  | 7.               | MTV Gießen       | 3                |              |          |                  |            |            |  |  |        |                  |        |
|  | 7.               | MTV Gießen       | 3                |              | 2.       | Alba Berlino     | 3          |            |  |  |        |                  |        |
|  |                  |                  |                  |              | 2.       | Alba Berlino     | 3          |            |  |  |        |                  |        |
|  |                  | 3.               | Bayreuth         | 1            |          |                  |            |            |  |  |        |                  |        |
|  | 3.               | 3.               | Bayreuth         | 1            | Bayreuth | 4                |            |            |  |  |        |                  |        |
|  | 3.               |                  |                  |              | Bayreuth | 4                |            |            |  |  |        |                  |        |
|  | 6.               | Brandt Hagen     | 3                |              |          |                  |            |            |  |  |        |                  |        |

| Basketball-Bundesliga 1995-1996    |
| ---------------------------------- |
| TSV Bayer 04 Leverkusen 14º titolo |

## Formazione vincitrice
| N° | Naz.                   | Ruolo | Sportivo         |  | Alt. |  |
| -- | ---------------------- | ----- | ---------------- |  | ---- |  |
| 4  | Stati Uniti (bandiera) | A     | Tony Dawson      |  | 201  |  |
| 5  | Germania (bandiera)    | AP    | Dragan Karanović |  | 194  |  |
| 6  | Stati Uniti (bandiera) | P     | Chris Corchiani  |  | 183  |  |
| 7  | Germania (bandiera)    | P     | Heimo Förster    |  | 190  |  |
| 8  | Germania (bandiera)    | GA    | Denis Wucherer   |  | 195  |  |
| 9  | Germania (bandiera)    | C     | Christian Welp   |  | 213  |  |
| 10 | Germania (bandiera)    | C     | Sascha Hupmann   |  | 216  |  |
| 11 | Germania (bandiera)    | C     | Hansi Gnad       |  | 208  |  |
| 12 | Germania (bandiera)    | AG    | Henning Harnisch |  | 202  |  |
| 13 | Germania (bandiera)    | P     | Michael Koch     |  | 190  |  |
|    | Germania (bandiera)    | All.  | Dirk Bauermann   |  |      |  |

## Premi e riconoscimenti
- MVP regular season:  Henrik Rödl, Alba Berlino